# The PJs
The PJs (nos Estados Unidos e Portugal, Os PJs no Brasil) foi uma série de animação stop motion criada por Eddie Murphy (que dublou o personagem principal), Larry Wilmore e Steve Tompkins, que retratava o cotidiano das família Sttubs e Hudson, numa fictícia cidade de Detroit, Michigan. 
Foi exibida pelo canal FOX e The WB Network de 10 de janeiro de 1999 a 1 de julho de 2001 , tendo recebido três Prêmios Emmy e um Annie Award de melhor animação para televisão.    
No Brasil, foi exibida entre 1999 e 2001 pela Imagine Entertainment e Touchstone Pictures, pela FOX (1999-2000) e Warner Bros. Television (2001).
Em Portugal, foi exibida pela SIC e mais tarde entre 2002 e 2004 na SIC Radical com legendagem portuguesa na versão original.